# Richard Rodríguez
Pour les articles homonymes, voir Richard Rodriguez et Rodríguez.
Richard Agustin Rodríguez (né le 4 mars 1990 à Santiago en République dominicaine) est un lanceur droitier  de la Ligue majeure de baseball.

## Carrière
Richard Rodríguez signe son premier contrat professionnel le 20 avril 2010 avec les Astros de Houston. Il joue en ligues mineures avec des équipes affiliées aux Astros de 2010 à 2015. Son contrat est vendu aux Orioles de Baltimore le 25 juin 2015.
Rodríguez fait ses débuts dans le baseball majeur comme lanceur de relève pour les Orioles de Baltimore face aux Blue Jays de Toronto le 2 septembre 2017.